# 天使ラジエルの書
『天使ラジエルの書』（てんしラジエルのしょ、ヘブライ語:  ספר רזיאל המלאך 、セーフェル・ラズィエル・ハ マラク）は中世のカバラ的グリモワール。元はヘブライ語やアラム語で記された書物だが、アルフォンソ10世の下で作られた手稿本の中に Liber Razielis Archangeli (大天使ラジエルの書) と題したラテン語訳も残っている。

## 原典の歴史
本書が13世紀以前に遡るものであると証明することはできないが、古代ギリシア語魔術パピルスの影響が大きく、複数の手稿本がある。
本書は天使ラジエルがアダムに啓示されたと主張している。標題自体は、古代後期の別の魔術書『モーセの剣』の中で触れられている。歴史考証家は、本書が13世紀以降にのみ出現することを挙げ、これは中世の作であって、「ドイツの敬虔なる者たち」を意味する「ハーシード・アシュケナース」に起源を持つ公算が大きいと考えている。おそらくもっと古い部分も断片的に含まれている。中世の版の編纂者と目されるのはヴォルムスのエレアーザールである。

## 内容
本書は『セーフェル・イェツィラー』と『セフェル・ハラズィーム』に負うところ大である。複数の手稿本があり、七つの論文までを収めている。『セーフェル・ラジエル』の印刷版は五書に分かれ、一部は創造についての神秘的なミドラーシュの形を取っている。詳細な天使のヒエラルキー、黄道十二宮の魔術的用法、ゲマトリア、ユダヤ教における神の名前、防護の呪文、魔術的な治癒のお守りを書く方法について書かれている。
Liber Razielis の第六書は『セフェル・ハラズィーム』(秘密の書) をベースに、『セーフェル・アダム』の「アダムの祈り」を含む様々なおまけが加えられている。
本書はドイツのルネサンス期の魔術において悪名高いものとなり、ヨハンネス・ハルトリープはこれを名指して『ピカトリクス』と並び最も忌まわしいニグロマンティア (黒魔術) の作であるとした。アダムの祈りはクエスのニコラスによって二つの説教 (Sermo I, 4, 16.25; Sermo XX, 8, 10-13) に書き換えられ、さらにヨハン・ロイヒリンがその著作『カバラの術について』の中でこれを使用した。15世紀のコンラート・ボルスタッターは手稿 Cgm 252 において「アダムの祈り」のラテン語版の改竄に気付いたことを明かしたが、彼はラジエルをラファエルに、セツをセムに置き換えている。

## 刊行
- Amsterdam (1701)
- Steve Savedow (trans.), Sepher Rezial Hemelach: The Book of the Angel Rezial,  Red Wheel/Weiser (2000), ISBN 978-1578631933.

## 書誌
- Avilés, A.G., Alfonso X y el Liber Razielis: imágenes de la magia astral judía en el scriptorium alfonsí, Bulletin of Hispanic Studies, Volume 74, Number 1, 1 January 1997, pp. 21-39